# Viereckschanze von Gerichtstetten
Die Viereckschanze von Gerichtstetten ist eine Wallanlage der späten Latènezeit (1. und 2. Jahrhundert v. Chr.). Sie liegt 1,2 km südlich von Hardheim-Gerichtstetten im Norden von Baden-Württemberg. Die Viereckschanze liegt im Wald (Distrikt Zimmerwald) und ist daher bis heute sehr gut erhalten.

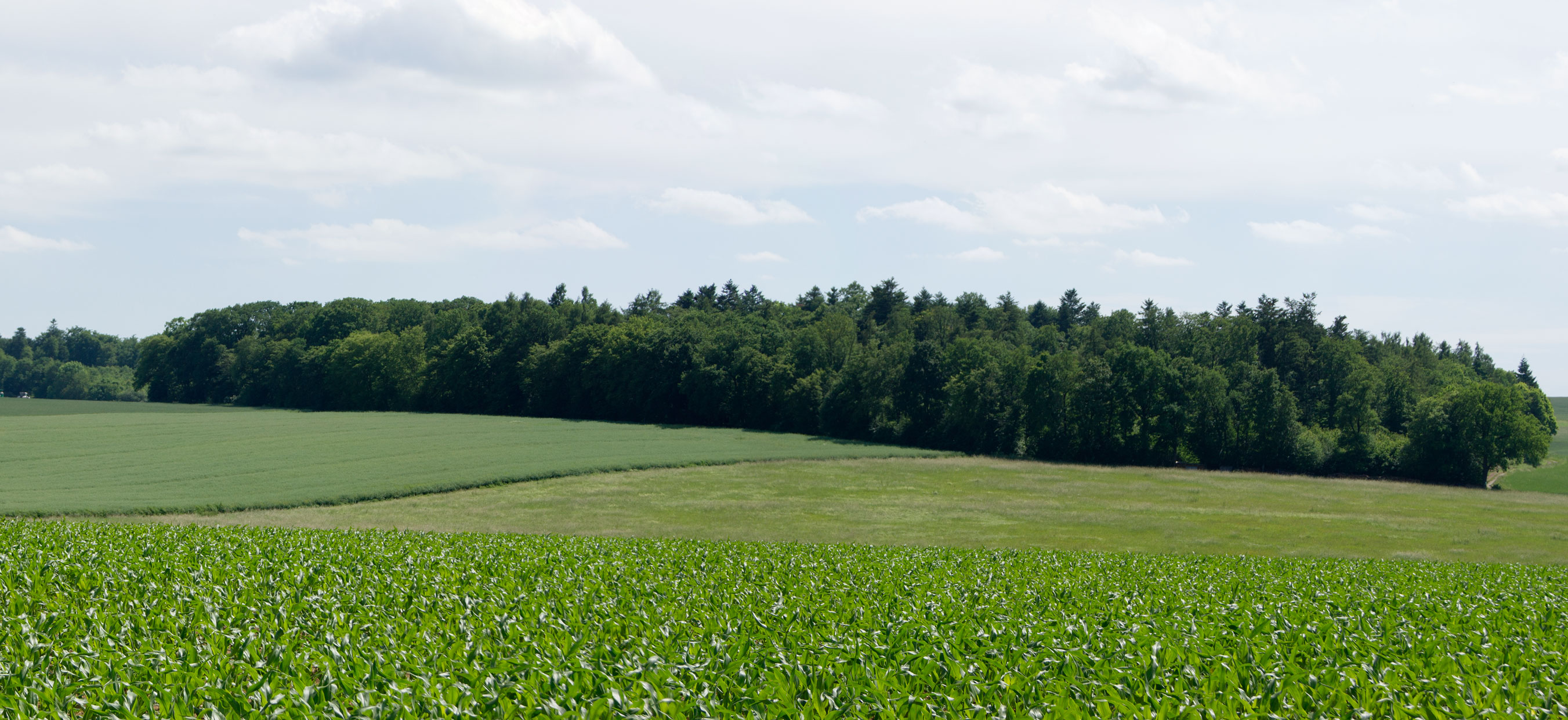
Der Zimmerwald, in dem die Viereckschanze steht

## Forschungsgeschichte
Die Viereckschanze ist seit 1885 der Wissenschaft bekannt und wurde zunächst als römische Anlage angesehen. Daher rückte sie im Zuge der systematischen Erforschung des römischen Limes in den Blickpunkt der Forschung. Eine erste Grabung wurde im Jahr 1896 durch die Reichs-Limeskommission durchgeführt, wobei man erkannte, dass es sich um eine prähistorische Wallanlage handelt. Bei der anschließenden archäologischen Untersuchung durch die badische Denkmalpflege und deren Publikation 1899 konnte Karl Schumacher der Bautyp der Viereckschanze erstmals richtig der spätkeltischen Zeit des 1. und 2. Jahrhunderts v. Chr. zuweisen. In den 1970er Jahren wurden noch zwei Einzelfunde in der Viereckschanze aufgelesen. Die Funde wurden 1981 von Rolf-Heiner Behrends erneut publiziert und wissenschaftlich eingeordnet.

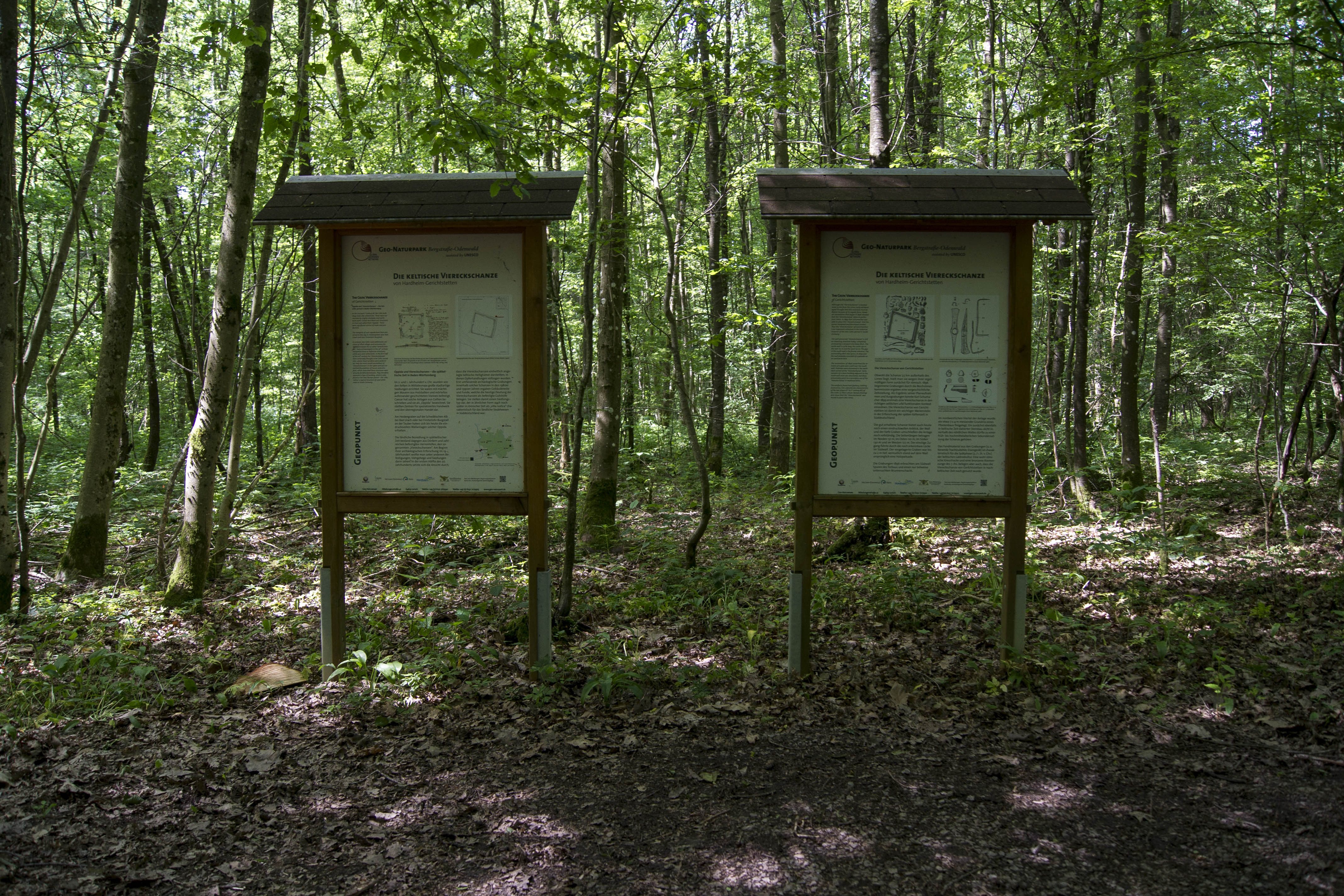
Informationstafeln neben der Viereckschanze

## Beschreibung

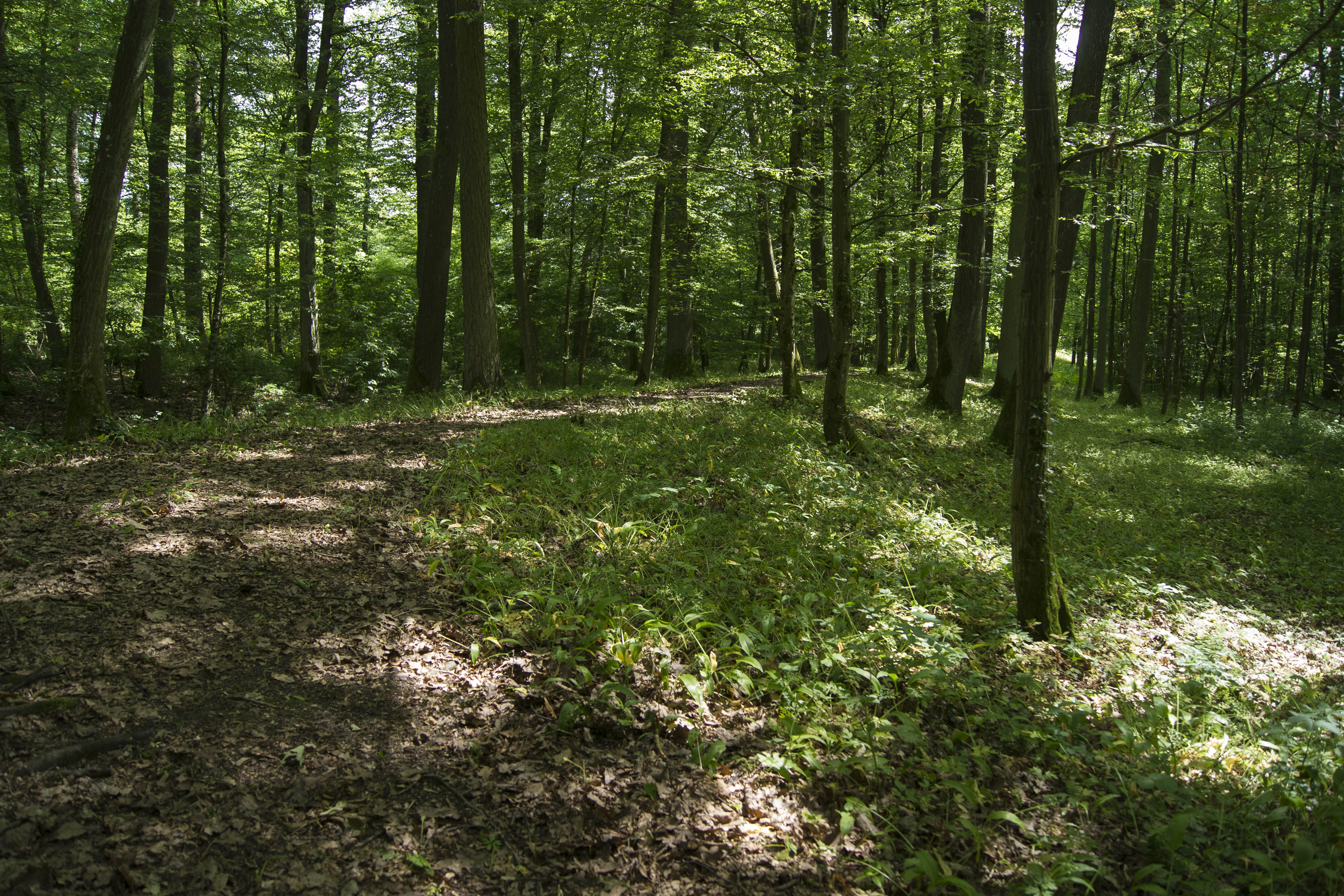
Weg auf dem Wall der Anlage

Die Wallanlage ist trapezförmig mit Seitenlängen zwischen 110 und 131 Meter. Der umlaufende Wall erreicht stellenweise noch heute eine Höhe von zwei Meter. Der vorgelagerte Spitzgraben von sechs bis sieben Meter Breite war ehemals über zwei Meter tief und ist heute auf eine Tiefe von maximal 90 cm verfüllt. Der ursprüngliche Eingang befand sich höchstwahrscheinlich an der Südseite, wo bei den Grabungen Pfostenspuren vermutlich eines Torhauses gefunden wurden. Im Inneren der Viereckschanze wurden bei der Grabung der Pfostengrundriss eines Gebäudes von sieben auf vier Meter Größe aufgedeckt, sowie ein Steingebäude von etwa acht Meter Seitenlänge. Brandspuren am Pfostengebäude und vor dem Tor, sowie an weiteren Stellen deuten auf einen Brand der Anlage hin.

## Datierung
Eine Grube, die vom Wall überlagert wird, dürfte einer wahrscheinlich noch mittellatènezeitlichen Siedlungsphase vor der Errichtung der Wall-Graben-Anlage entstammen. Die Viereckschanze hat vor allem Funde der Mittel- und Spätlatènezeit ergeben. Eine eiserne Kreuzhacke wurde inzwischen als römisch identifiziert. Sie stammt wahrscheinlich von einer späteren Wiedernutzung in der Römerzeit, entweder durch Römer aus der nur 7,5 km entfernten römischen Provinz oder durch Germanen aus dem Gebiet außerhalb des Limes. Aus dieser Zeit könnte auch das Steingebäude stammen, da ein solches Bauwerk sonst in keiner zeitgleichen Viereckschanze vorkommt. Ein Lesefund einer Riemenzunge aus Bronze deutet eine noch spätere Wiederbenutzung in der Merowingerzeit an.

## Nachbau der Anlage

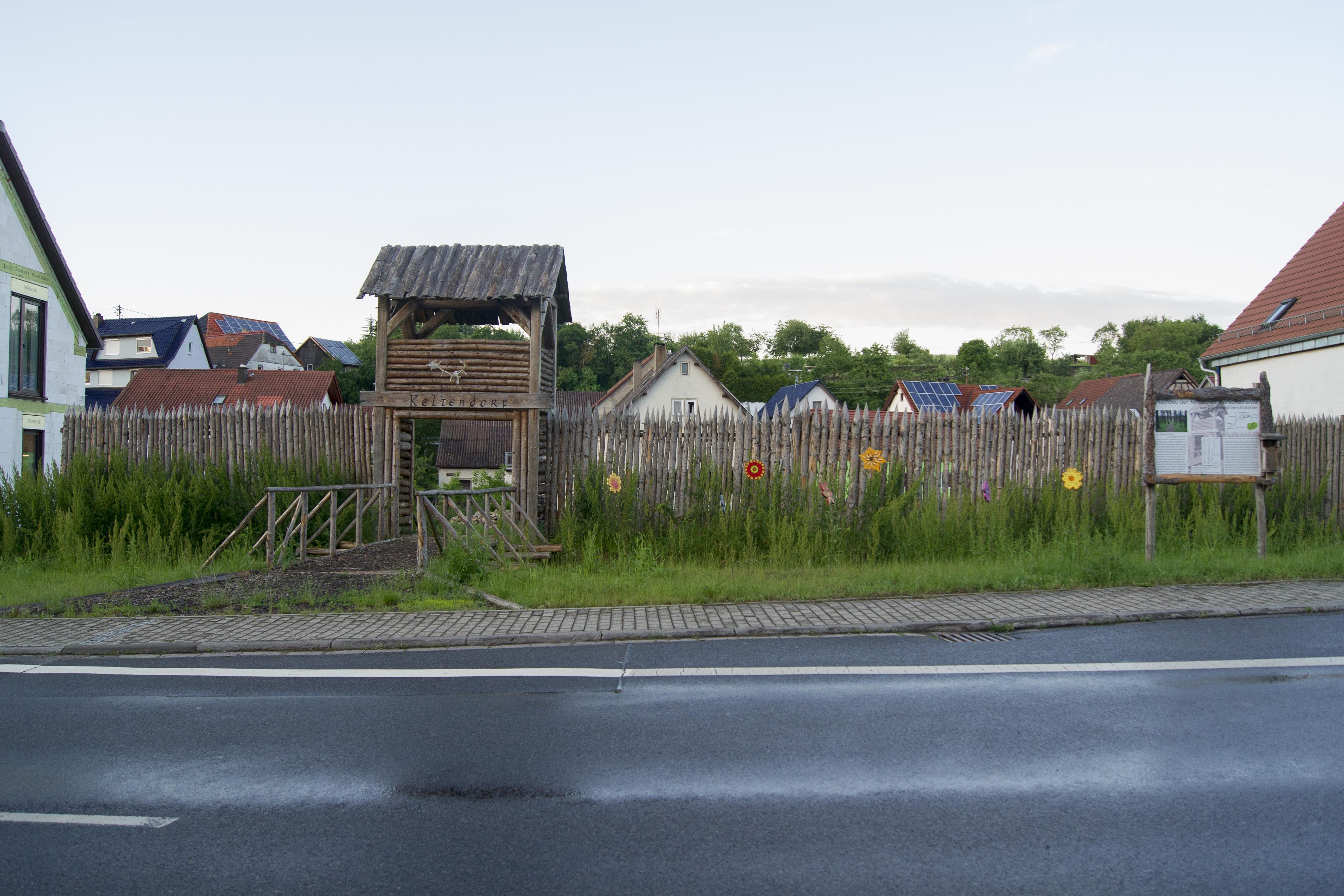
Nachbau der Viereckschanze in Gerichtstetten

Ein Teil der Wallanlage mit Eingangstor wurde für die 800-Jahr-Feier von Gerichtstetten 2015 in der Ortsmitte nachgebaut, ein dauerhafter Erhalt des Nachbaus ist aber nicht geplant.